# Oedipina tomasi
Pour les articles homonymes, voir Tomasi.
Espèce
Statut de conservation UICN

 CR B2ab(iii) : 
En danger critique
Oedipina tomasi est une espèce d'urodèles de la famille des Plethodontidae.

## Répartition
Cette espèce est endémique du département de Cortés au Honduras. Elle se rencontre entre 1 780 et 1 800 m d'altitude dans le parc national El Cusuco dans la Sierra de Omoa.

## Étymologie
Cette espèce est nommée en l'honneur de Tomás Manzanares Ruiz.

## Publication originale
- McCranie, 2006 : New species of Oedipina (Amphibia: Caudata) from Parque nacional El Cusuco, northwestern Honduras. Journal of Herpetology, vol. 40, no 3, p. 291-293.